# Winston P. Wilson

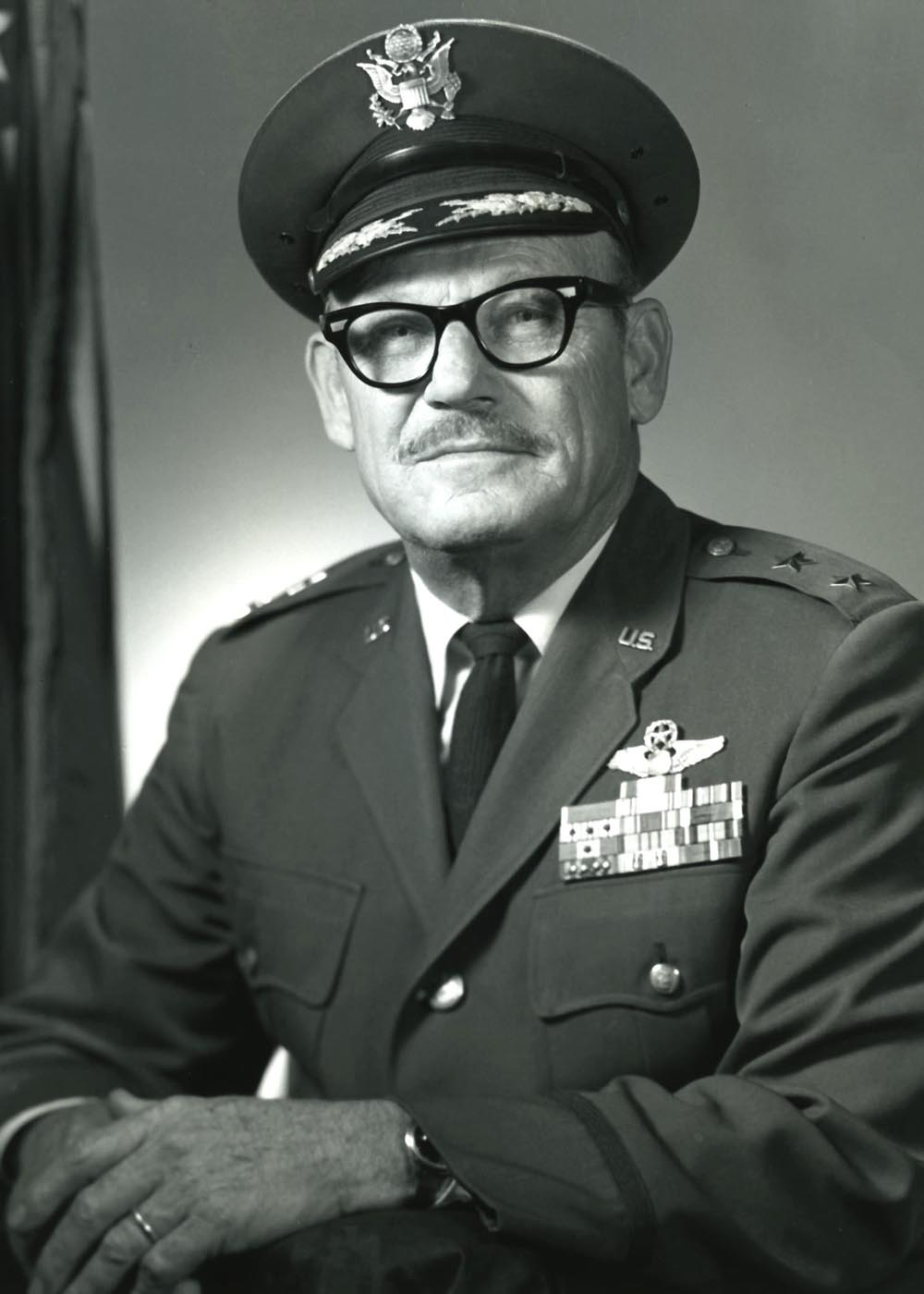
Winston P. Wilson

Winston Peabody Wilson (* 11. November 1911 in Arkadelphia, Arkansas; † 31. Dezember 1996 in Memphis, Tennessee) war ein Generalmajor der United States Air Force. Er war unter anderem Kommandeur des National Guard Bureau (NGB).

## Leben
Winston Wilson besuchte die öffentlichen Schulen seiner Heimat. Im Jahr 1929 trat er der Arkansas National Guard bei. Dort war er als Flugmechaniker bei der 154. Beobachtungsstaffel (154th Observation Squadron) tätig. Außerdem erhielt er eine Pilotenausbildung.
Über den Cadet Observer Training Course gelangte er im Juli 1940 in das Offizierskorps des United States Army Air Corps, aus dem ein Jahr später die United States Army Air Forces hervorgingen. Er diente weiterhin in der 154. Staffel, die inzwischen auch dem Army Air Corps unterstellt war und in Fort Sill in Oklahoma stationiert war. Nach dem Eintritt der Vereinigten Staaten in den Zweiten Weltkrieg wurde Wilson mit seiner Staffel auf das Eglin Field, die spätere Eglin Air Force Base, in Florida versetzt. Bis zum Februar 1942 war er dort als Aufklärungspilot eingesetzt. Zu seinen Aufgaben gehörten die Überwachung des dortigen Luftraums und die Aufspürung von feindlichen U-Booten.
Im weiteren Verlauf wurde er zum Stab des Hauptquartiers der Army Air Forces in Washington, D.C. versetzt. Ab Juli 1943 leitete er dort die Abteilung für taktische Aufklärung (chief, Tactical Reconnaissance Branch). Im Oktober 1944 erhielt er das Kommando über die auf der Southeast Air Base in Florida, der späteren MacDill Air Force Base stationierten 16. Luftüberwachungsstaffel (16th Photo Squadron). Diese hatte die Aufgabe auf dem nord- und südamerikanischen Kontinent, mit Ausnahme von Kanada, Luftbilder für kartographische Zwecke zu erstellen.
Daran schloss sich eine Versetzung in den Fernen Osten an, wo er zunächst als Verbindungsoffizier zu den dortigen amerikanischen Luftstreitkräften diente. Anfang 1946 wurde er Leiter der regionalen Luftaufklärung in Tokio in Japan und in Manila auf den Philippinen. Diese Einheit unterstand dem Pacific Air Command, einer Vorgängereinheit der späteren Pacific Air Forces.
Im Juli 1946 schied Winston Wilson aus dem aktiven Dienst bei der Army Air Force aus und kehrte zur Nationalgarde von Arkansas zurück. Dort diente er erneut in der wieder in die Nationalgarde eingegliederten 154. Staffel als Stabs- und Ausbildungsoffizier. Im Jahr 1950 wurde er zur Zeit des Koreakrieges als Offizier der zwischenzeitlich gegründeten Air Force zum NGB versetzt. Dort war er in der für die Luftwaffe zuständigen Abteilung tätig. Zwischen 1954 und 1963 leitete er diese Stabsabteilung. Gleichzeitig war er stellvertretender Kommandeur des gesamten NGB. Im Jahr 1959 war er für kurze Zeit dessen kommissarischer Leiter.
Am 31. August 1963 wurde er als erster Offizier der Air Force zum neuen regulären Kommandeur des NGBs ernannt. Diese Aufgabe erfüllte er bis zum 31. August 1971. Dabei war er vor allem mit den Einsätzen von Einheiten der verschiedenen Nationalgarden im Vietnamkrieg befasst. Dort nahm er gelegentlich persönlich an Luftaufklärungsflügen teil, um sich ein Bild von der jeweiligen Lage zu machen. Anschließend schied er aus dem aktiven Militärdienst aus.
Während seiner aktiven Zeit als Militärpilot absolvierte er über 7500 Flugstunden auf verschiedenen Flugzeugtypen.
Der mit Margaret Eldridge (1911–1994) verheiratete Offizier verbrachte seinen Lebensabend in Forrest City in Arkansas. Er starb am 31. Dezember 1996 nach einem Schlaganfall in einem Krankenhaus in Memphis und wurde auf dem Forrest Park Cemetery in Arkansas beigesetzt.

## Orden und Auszeichnungen
Winston Wilson erhielt im Lauf seiner militärischen Laufbahn unter anderem folgende Auszeichnungen:
- Air Force Distinguished Service Medal
- Legion of Merit
- American Defense Service Medal
- Asiatic-Pacific Campaign Medal
- World War II Victory Medal
- Army of Occupation Medal (in Japan)
- National Defense Service Medal
- Vietnam Service Medal
- Armed Forces Expeditionary Medal
- Air Force Longevity Service Award
- Armed Forces Reserve Medal
- Oklahoma Distinguished Service Medal
- North Carolina Distinguished Service Medal
- Pennsylvania Distinguished Service Medal